# عملية السموم
عملية السموم (بالبولندية: Operacja Samum) هي عملية استخبارات بولندية سرية للغاية أجريت في العراق عام 1990.
في عام 1990 طلبت وكالة المخابرات المركزية من وكالات الاستخبارات الأوروبية المساعدة في سحب ستة عملاء أمريكيين (خليط بين ضباط وكالة المخابرات المركزية ووكالة استخبارات الدفاع) كانوا يحققون في تحركات القوات العراقية في العراق قبل حرب الخليج. رفضت عدة دول، مثل الاتحاد السوفيتي وبريطانيا العظمى وفرنسا، المساعدة في مثل هذه العملية الخطيرة. فقط بولندا وافقت على المساعدة.
كان العملاء الستة مختبئين في الكويت وبغداد لعدة أسابيع قبل أن يتم تهريبهم. وكمكافأة على مساعدة بولندا، وعدت حكومة الولايات المتحدة حث الحكومات الأخرى على إلغاء نصف أو 16.5 مليار دولار من ديون بولندا الخارجية.